# 아레니스데마르

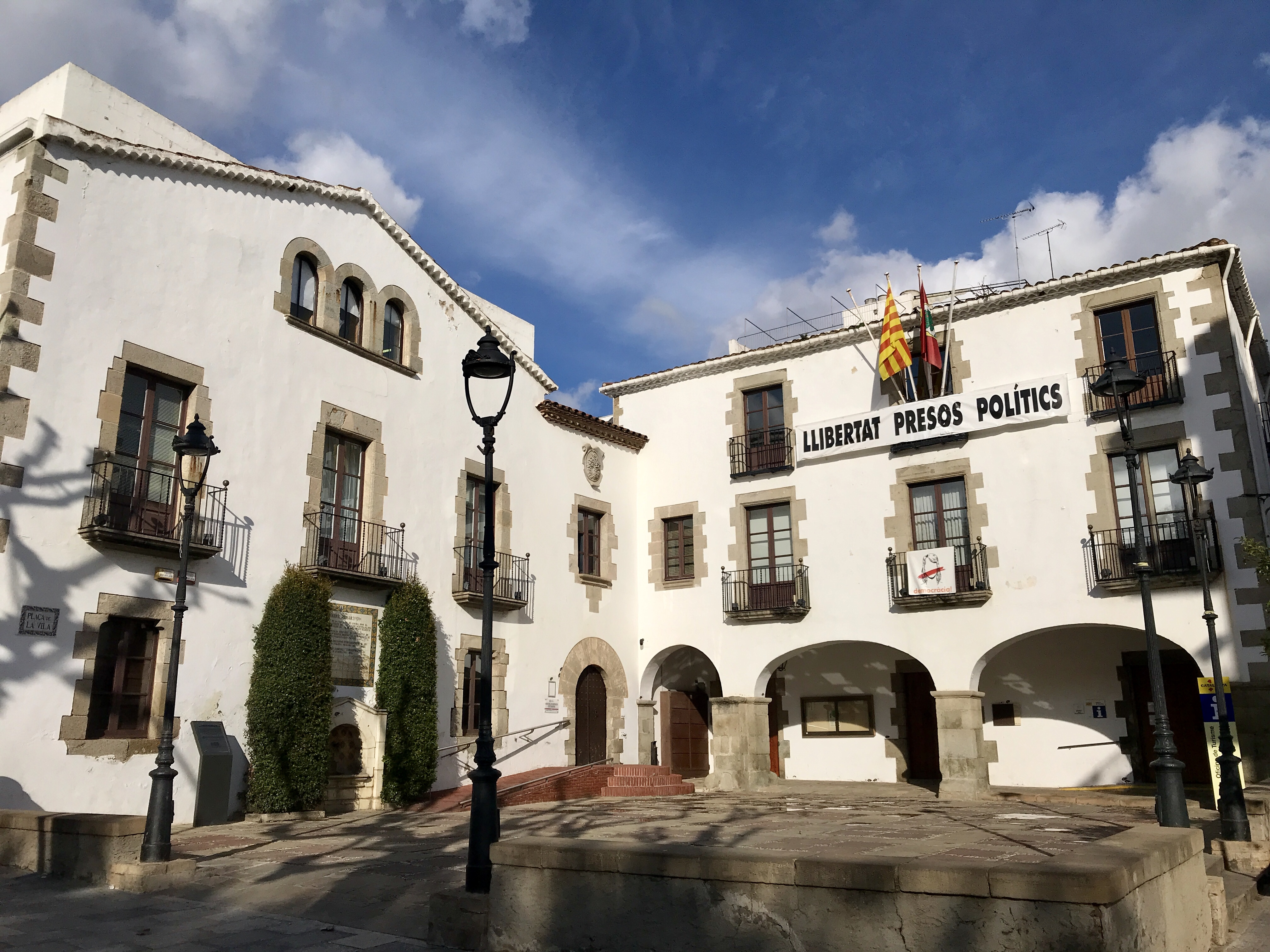

아레니스데마르(카탈루냐어: Arenys de Mar, 스페인어: Arenys de Mar)는 스페인 카탈루냐 지방 바르셀로나 주에 위치한 도시이다.